# Ernst Lodewijk van Hessen-Darmstadt
Ernst Lodewijk Karel Albrecht Willem (Darmstadt, 25 november 1868 — Slot Wolfsgarten bij Langen (Hessen), 9 oktober 1937) was van 1892 tot 1918 de laatste groothertog van Hessen en aan de Rijn.
Hij stamde uit de jongste linie van het Huis Brabant en was een zoon van groothertog Lodewijk IV van Hessen-Darmstadt en Alice van Saksen-Coburg en Gotha, dochter van de Britse koningin Victoria. Keizer Wilhelm II van Duitsland was zijn neef. Hij gold als knap, welgekleed, een romanticus en verlegen, biseksueel en grotendeels Engelstalig.
Na de dood van zijn vader in 1892 besteeg hij de groothertogelijke troon. In 1894 trouwde hij met zijn nicht, prinses Victoria Melita ("Ducky"), dochter van hertog Alfred van Saksen-Coburg en Gotha, op sterk aandringen van beider grootmoeder, Victoria. Het huwelijk werd zonder veel overtuiging door beiden gesloten. Nog datzelfde jaar werd dochter Elisabeth geboren, die echter reeds in 1903 stierf. Victoria en Ernst deelden weliswaar een grote belangstelling voor cultuur en - meer in het algemeen - voor schoonheid, maar voor Ernst was het de vraag of hij überhaupt had willen trouwen, terwijl voor Victoria gold dat zij eigenlijk verliefd was op een andere neef, van moederszijde, de Russische grootvorst Kirill Vladimirovitsj Romanov, met wie zij niet lang na de voltrekking van haar huwelijk een, aanvankelijk platonische, verhouding kreeg.
Ernst Lodewijk was een liberaal-constitutioneel vorst en een groot mecenas. Hij stimuleerde wetenschap, economie (met name Opel), kunst en cultuur. Hij schreef drama's en gedichten, componeerde pianostukken en schreef over architectuur en tuinbouwkunst. Na een bezoek aan Engeland in 1899 zette hij zich in voor de verbreiding van de jugendstil in Duitsland en stichtte de kunstenaarskolonie Mathildenhöhe. In 1901 organiseerde hij een tentoonstelling waarin werd geageerd tegen kitsch en valse romantiek, die ook in het buitenland veel navolging vond. In datzelfde jaar scheidde hij van zijn vrouw, die kort daarop haar minnaar, grootvorst Kirill Romanov, huwde. In 1905 hertrouwde hij met Eleonore van Solms-Hohensolms-Lich. Met haar kreeg hij nog twee zoons:
- George Donatus (1906-1937)
- Lodewijk (1908-1968)

Ernst Lodewijk stichtte in 1907 de Ernst-Ludwig-Presse ter bevordering van het boekwezen en publiceerde in 1911 onder het pseudoniem 'E. Mann' het kerstspel Bonifatius. Onder het pseudoniem K.E. Ludhart publiceerde hij het jaar daarop het werk Ostern. Ein Mysterium.
Zijn zuster Alix was sinds 1894 gehuwd met tsaar Nicolaas II. Ernst trachtte deze familierelatie in de Eerste Wereldoorlog in 1916 uit te buiten om vrede te sluiten met Rusland. Hessen leed in de Eerste Wereldoorlog zware verliezen. Ernst Lodewijk stelde in 1917 een IJzeren Ereteken voor Strijders in, dat de bijnaam "Blutiger Ludwig" kreeg.
In de Novemberrevolutie van 1918 weigerde hij officieel af te treden, maar verloor desondanks zijn groothertogelijke waardigheid toen Hessen tot Vrijstaat werd uitgeroepen. Ernst Lodewijk bleef zich inzetten voor kunst en cultuur en stierf in 1937 op slot Wolfsgarten bij Langen.

## Kwartierstaat
| Lodewijk II van Hessen-Darmstadt (1777-1848)    | Lodewijk II van Hessen-Darmstadt (1777-1848)    | Lodewijk II van Hessen-Darmstadt (1777-1848)    | Lodewijk II van Hessen-Darmstadt (1777-1848)    | Lodewijk II van Hessen-Darmstadt (1777-1848)    | Lodewijk II van Hessen-Darmstadt (1777-1848)    | Wilhelmina van Baden (1788-1836)       | Wilhelmina van Baden (1788-1836)       | Wilhelmina van Baden (1788-1836)           | Wilhelmina van Baden (1788-1836)           | Wilhelmina van Baden (1788-1836)             | Wilhelmina van Baden (1788-1836)             |                                              |                                              | Willem van Pruisen (1783-1851)               | Willem van Pruisen (1783-1851)               | Willem van Pruisen (1783-1851)         | Willem van Pruisen (1783-1851)         | Willem van Pruisen (1783-1851)         | Willem van Pruisen (1783-1851)         | Marie Anne Amalie van Hessen-Homburg (1785-1846) | Marie Anne Amalie van Hessen-Homburg (1785-1846) | Marie Anne Amalie van Hessen-Homburg (1785-1846) | Marie Anne Amalie van Hessen-Homburg (1785-1846) | Marie Anne Amalie van Hessen-Homburg (1785-1846) | Marie Anne Amalie van Hessen-Homburg (1785-1846) |                                                 |                                                 | Ernst I van Saksen-Coburg en Gotha (1784-1844)  | Ernst I van Saksen-Coburg en Gotha (1784-1844)  | Ernst I van Saksen-Coburg en Gotha (1784-1844) | Ernst I van Saksen-Coburg en Gotha (1784-1844) | Ernst I van Saksen-Coburg en Gotha (1784-1844) | Ernst I van Saksen-Coburg en Gotha (1784-1844) | Louise van Saksen-Gotha-Altenburg (1800-1831) | Louise van Saksen-Gotha-Altenburg (1800-1831) | Louise van Saksen-Gotha-Altenburg (1800-1831) | Louise van Saksen-Gotha-Altenburg (1800-1831) | Louise van Saksen-Gotha-Altenburg (1800-1831) | Louise van Saksen-Gotha-Altenburg (1800-1831) |                                              |                                              | Eduard August van Kent (1767-1820)           | Eduard August van Kent (1767-1820)           | Eduard August van Kent (1767-1820)               | Eduard August van Kent (1767-1820)               | Eduard August van Kent (1767-1820)               | Eduard August van Kent (1767-1820)               | Victoire van Saksen-Coburg-Saalfeld ((1786-1861) | Victoire van Saksen-Coburg-Saalfeld ((1786-1861) | Victoire van Saksen-Coburg-Saalfeld ((1786-1861) | Victoire van Saksen-Coburg-Saalfeld ((1786-1861) | Victoire van Saksen-Coburg-Saalfeld ((1786-1861) | Victoire van Saksen-Coburg-Saalfeld ((1786-1861) |  |  |  |  |  |  |  |  |  |  |  |  |  |  |  |  |  |  |  |  |  |  |  |  |  |  |  |  |  |  |  |  |  |  |  |  |  |  |  |  |  |  |  |  |  |  |  |  |
| Lodewijk II van Hessen-Darmstadt (1777-1848)    | Lodewijk II van Hessen-Darmstadt (1777-1848)    | Lodewijk II van Hessen-Darmstadt (1777-1848)    | Lodewijk II van Hessen-Darmstadt (1777-1848)    | Lodewijk II van Hessen-Darmstadt (1777-1848)    | Lodewijk II van Hessen-Darmstadt (1777-1848)    | Wilhelmina van Baden (1788-1836)       | Wilhelmina van Baden (1788-1836)       | Wilhelmina van Baden (1788-1836)           | Wilhelmina van Baden (1788-1836)           | Wilhelmina van Baden (1788-1836)             | Wilhelmina van Baden (1788-1836)             |                                              |                                              | Willem van Pruisen (1783-1851)               | Willem van Pruisen (1783-1851)               | Willem van Pruisen (1783-1851)         | Willem van Pruisen (1783-1851)         | Willem van Pruisen (1783-1851)         | Willem van Pruisen (1783-1851)         | Marie Anne Amalie van Hessen-Homburg (1785-1846) | Marie Anne Amalie van Hessen-Homburg (1785-1846) | Marie Anne Amalie van Hessen-Homburg (1785-1846) | Marie Anne Amalie van Hessen-Homburg (1785-1846) | Marie Anne Amalie van Hessen-Homburg (1785-1846) | Marie Anne Amalie van Hessen-Homburg (1785-1846) |                                                 |                                                 | Ernst I van Saksen-Coburg en Gotha (1784-1844)  | Ernst I van Saksen-Coburg en Gotha (1784-1844)  | Ernst I van Saksen-Coburg en Gotha (1784-1844) | Ernst I van Saksen-Coburg en Gotha (1784-1844) | Ernst I van Saksen-Coburg en Gotha (1784-1844) | Ernst I van Saksen-Coburg en Gotha (1784-1844) | Louise van Saksen-Gotha-Altenburg (1800-1831) | Louise van Saksen-Gotha-Altenburg (1800-1831) | Louise van Saksen-Gotha-Altenburg (1800-1831) | Louise van Saksen-Gotha-Altenburg (1800-1831) | Louise van Saksen-Gotha-Altenburg (1800-1831) | Louise van Saksen-Gotha-Altenburg (1800-1831) |                                              |                                              | Eduard August van Kent (1767-1820)           | Eduard August van Kent (1767-1820)           | Eduard August van Kent (1767-1820)               | Eduard August van Kent (1767-1820)               | Eduard August van Kent (1767-1820)               | Eduard August van Kent (1767-1820)               | Victoire van Saksen-Coburg-Saalfeld ((1786-1861) | Victoire van Saksen-Coburg-Saalfeld ((1786-1861) | Victoire van Saksen-Coburg-Saalfeld ((1786-1861) | Victoire van Saksen-Coburg-Saalfeld ((1786-1861) | Victoire van Saksen-Coburg-Saalfeld ((1786-1861) | Victoire van Saksen-Coburg-Saalfeld ((1786-1861) |  |  |  |  |  |  |  |  |  |  |  |  |  |  |  |  |  |  |  |  |  |  |  |  |  |  |  |  |  |  |  |  |  |  |  |  |  |  |  |  |  |  |  |  |  |  |  |  |
|                                                 |                                                 |                                                 |                                                 |                                                 |                                                 |                                        |                                        |                                            |                                            |                                              |                                              |                                              |                                              |                                              |                                              |                                        |                                        |                                        |                                        |                                                  |                                                  |                                                  |                                                  |                                                  |                                                  |                                                 |                                                 |                                                 |                                                 |                                                |                                                |                                                |                                                |                                               |                                               |                                               |                                               |                                               |                                               |                                              |                                              |                                              |                                              |                                                  |                                                  |                                                  |                                                  |                                                  |                                                  |                                                  |                                                  |                                                  |                                                  |  |  |  |  |  |  |  |  |  |  |  |  |  |  |  |  |  |  |  |  |  |  |  |  |  |  |  |  |  |  |  |  |  |  |  |  |  |  |  |  |  |  |  |  |  |  |  |  |
|                                                 |                                                 |                                                 |                                                 | Karel van Hessen-Darmstadt (1809-1877)          | Karel van Hessen-Darmstadt (1809-1877)          | Karel van Hessen-Darmstadt (1809-1877) | Karel van Hessen-Darmstadt (1809-1877) | Karel van Hessen-Darmstadt (1809-1877)     | Karel van Hessen-Darmstadt (1809-1877)     |                                              |                                              |                                              |                                              |                                              |                                              | Elisabeth van Pruisen (1815-1885)      | Elisabeth van Pruisen (1815-1885)      | Elisabeth van Pruisen (1815-1885)      | Elisabeth van Pruisen (1815-1885)      | Elisabeth van Pruisen (1815-1885)                | Elisabeth van Pruisen (1815-1885)                |                                                  |                                                  |                                                  |                                                  |                                                 |                                                 |                                                 |                                                 |                                                |                                                | Albert van Saksen-Coburg en Gotha (1819-1861)  | Albert van Saksen-Coburg en Gotha (1819-1861)  | Albert van Saksen-Coburg en Gotha (1819-1861) | Albert van Saksen-Coburg en Gotha (1819-1861) | Albert van Saksen-Coburg en Gotha (1819-1861) | Albert van Saksen-Coburg en Gotha (1819-1861) |                                               |                                               |                                              |                                              |                                              |                                              | Victoria van het Verenigd Koninkrijk (1819-1901) | Victoria van het Verenigd Koninkrijk (1819-1901) | Victoria van het Verenigd Koninkrijk (1819-1901) | Victoria van het Verenigd Koninkrijk (1819-1901) | Victoria van het Verenigd Koninkrijk (1819-1901) | Victoria van het Verenigd Koninkrijk (1819-1901) |                                                  |                                                  |                                                  |                                                  |  |  |  |  |  |  |  |  |  |  |  |  |  |  |  |  |  |  |  |  |  |  |  |  |  |  |  |  |  |  |  |  |  |  |  |  |  |  |  |  |  |  |  |  |  |  |  |  |
|                                                 |                                                 |                                                 |                                                 | Karel van Hessen-Darmstadt (1809-1877)          | Karel van Hessen-Darmstadt (1809-1877)          | Karel van Hessen-Darmstadt (1809-1877) | Karel van Hessen-Darmstadt (1809-1877) | Karel van Hessen-Darmstadt (1809-1877)     | Karel van Hessen-Darmstadt (1809-1877)     |                                              |                                              |                                              |                                              |                                              |                                              | Elisabeth van Pruisen (1815-1885)      | Elisabeth van Pruisen (1815-1885)      | Elisabeth van Pruisen (1815-1885)      | Elisabeth van Pruisen (1815-1885)      | Elisabeth van Pruisen (1815-1885)                | Elisabeth van Pruisen (1815-1885)                |                                                  |                                                  |                                                  |                                                  |                                                 |                                                 |                                                 |                                                 |                                                |                                                | Albert van Saksen-Coburg en Gotha (1819-1861)  | Albert van Saksen-Coburg en Gotha (1819-1861)  | Albert van Saksen-Coburg en Gotha (1819-1861) | Albert van Saksen-Coburg en Gotha (1819-1861) | Albert van Saksen-Coburg en Gotha (1819-1861) | Albert van Saksen-Coburg en Gotha (1819-1861) |                                               |                                               |                                              |                                              |                                              |                                              | Victoria van het Verenigd Koninkrijk (1819-1901) | Victoria van het Verenigd Koninkrijk (1819-1901) | Victoria van het Verenigd Koninkrijk (1819-1901) | Victoria van het Verenigd Koninkrijk (1819-1901) | Victoria van het Verenigd Koninkrijk (1819-1901) | Victoria van het Verenigd Koninkrijk (1819-1901) |                                                  |                                                  |                                                  |                                                  |  |  |  |  |  |  |  |  |  |  |  |  |  |  |  |  |  |  |  |  |  |  |  |  |  |  |  |  |  |  |  |  |  |  |  |  |  |  |  |  |  |  |  |  |  |  |  |  |
|                                                 |                                                 |                                                 |                                                 |                                                 |                                                 |                                        |                                        |                                            |                                            | Lodewijk IV van Hessen-Darmstadt (1837-1892) | Lodewijk IV van Hessen-Darmstadt (1837-1892) | Lodewijk IV van Hessen-Darmstadt (1837-1892) | Lodewijk IV van Hessen-Darmstadt (1837-1892) | Lodewijk IV van Hessen-Darmstadt (1837-1892) | Lodewijk IV van Hessen-Darmstadt (1837-1892) |                                        |                                        |                                        |                                        |                                                  |                                                  |                                                  |                                                  |                                                  |                                                  |                                                 |                                                 |                                                 |                                                 |                                                |                                                |                                                |                                                |                                               |                                               |                                               |                                               | Alice van Saksen-Coburg en Gotha (1843-1878)  | Alice van Saksen-Coburg en Gotha (1843-1878)  | Alice van Saksen-Coburg en Gotha (1843-1878) | Alice van Saksen-Coburg en Gotha (1843-1878) | Alice van Saksen-Coburg en Gotha (1843-1878) | Alice van Saksen-Coburg en Gotha (1843-1878) |                                                  |                                                  |                                                  |                                                  |                                                  |                                                  |                                                  |                                                  |                                                  |                                                  |  |  |  |  |  |  |  |  |  |  |  |  |  |  |  |  |  |  |  |  |  |  |  |  |  |  |  |  |  |  |  |  |  |  |  |  |  |  |  |  |  |  |  |  |  |  |  |  |
|                                                 |                                                 |                                                 |                                                 |                                                 |                                                 |                                        |                                        |                                            |                                            | Lodewijk IV van Hessen-Darmstadt (1837-1892) | Lodewijk IV van Hessen-Darmstadt (1837-1892) | Lodewijk IV van Hessen-Darmstadt (1837-1892) | Lodewijk IV van Hessen-Darmstadt (1837-1892) | Lodewijk IV van Hessen-Darmstadt (1837-1892) | Lodewijk IV van Hessen-Darmstadt (1837-1892) |                                        |                                        |                                        |                                        |                                                  |                                                  |                                                  |                                                  |                                                  |                                                  |                                                 |                                                 |                                                 |                                                 |                                                |                                                |                                                |                                                |                                               |                                               |                                               |                                               | Alice van Saksen-Coburg en Gotha (1843-1878)  | Alice van Saksen-Coburg en Gotha (1843-1878)  | Alice van Saksen-Coburg en Gotha (1843-1878) | Alice van Saksen-Coburg en Gotha (1843-1878) | Alice van Saksen-Coburg en Gotha (1843-1878) | Alice van Saksen-Coburg en Gotha (1843-1878) |                                                  |                                                  |                                                  |                                                  |                                                  |                                                  |                                                  |                                                  |                                                  |                                                  |  |  |  |  |  |  |  |  |  |  |  |  |  |  |  |  |  |  |  |  |  |  |  |  |  |  |  |  |  |  |  |  |  |  |  |  |  |  |  |  |  |  |  |  |  |  |  |  |
|                                                 |                                                 |                                                 |                                                 |                                                 |                                                 |                                        |                                        |                                            |                                            |                                              |                                              |                                              |                                              |                                              |                                              |                                        |                                        |                                        |                                        |                                                  |                                                  |                                                  |                                                  |                                                  |                                                  |                                                 |                                                 |                                                 |                                                 |                                                |                                                |                                                |                                                |                                               |                                               |                                               |                                               |                                               |                                               |                                              |                                              |                                              |                                              |                                                  |                                                  |                                                  |                                                  |                                                  |                                                  |                                                  |                                                  |                                                  |                                                  |  |  |  |  |  |  |  |  |  |  |  |  |  |  |  |  |  |  |  |  |  |  |  |  |  |  |  |  |  |  |  |  |  |  |  |  |  |  |  |  |  |  |  |  |  |  |  |  |
|                                                 |                                                 |                                                 |                                                 |                                                 |                                                 |                                        |                                        |                                            |                                            |                                              |                                              |                                              |                                              |                                              |                                              |                                        |                                        |                                        |                                        |                                                  |                                                  |                                                  |                                                  |                                                  |                                                  |                                                 |                                                 |                                                 |                                                 |                                                |                                                |                                                |                                                |                                               |                                               |                                               |                                               |                                               |                                               |                                              |                                              |                                              |                                              |                                                  |                                                  |                                                  |                                                  |                                                  |                                                  |                                                  |                                                  |                                                  |                                                  |  |  |  |  |  |  |  |  |  |  |  |  |  |  |  |  |  |  |  |  |  |  |  |  |  |  |  |  |  |  |  |  |  |  |  |  |  |  |  |  |  |  |  |  |  |  |  |  |
| Victoria Maria van Hessen-Darmstadt (1863–1950) | Victoria Maria van Hessen-Darmstadt (1863–1950) | Victoria Maria van Hessen-Darmstadt (1863–1950) | Victoria Maria van Hessen-Darmstadt (1863–1950) | Victoria Maria van Hessen-Darmstadt (1863–1950) | Victoria Maria van Hessen-Darmstadt (1863–1950) |                                        |                                        | Elisabeth van Hessen-Darmstadt (1864-1918) | Elisabeth van Hessen-Darmstadt (1864-1918) | Elisabeth van Hessen-Darmstadt (1864-1918)   | Elisabeth van Hessen-Darmstadt (1864-1918)   | Elisabeth van Hessen-Darmstadt (1864-1918)   | Elisabeth van Hessen-Darmstadt (1864-1918)   |                                              |                                              | Irene van Hessen-Darmstadt (1866–1953) | Irene van Hessen-Darmstadt (1866–1953) | Irene van Hessen-Darmstadt (1866–1953) | Irene van Hessen-Darmstadt (1866–1953) | Irene van Hessen-Darmstadt (1866–1953)           | Irene van Hessen-Darmstadt (1866–1953)           |                                                  |                                                  | Ernst Lodewijk van Hessen-Darmstadt (1868-1937)  | Ernst Lodewijk van Hessen-Darmstadt (1868-1937)  | Ernst Lodewijk van Hessen-Darmstadt (1868-1937) | Ernst Lodewijk van Hessen-Darmstadt (1868-1937) | Ernst Lodewijk van Hessen-Darmstadt (1868-1937) | Ernst Lodewijk van Hessen-Darmstadt (1868-1937) |                                                |                                                | Frederik van Hessen-Darmstadt (1870-1873)      | Frederik van Hessen-Darmstadt (1870-1873)      | Frederik van Hessen-Darmstadt (1870-1873)     | Frederik van Hessen-Darmstadt (1870-1873)     | Frederik van Hessen-Darmstadt (1870-1873)     | Frederik van Hessen-Darmstadt (1870-1873)     |                                               |                                               | Alix van Hessen-Darmstadt (1872-1918)        | Alix van Hessen-Darmstadt (1872-1918)        | Alix van Hessen-Darmstadt (1872-1918)        | Alix van Hessen-Darmstadt (1872-1918)        | Alix van Hessen-Darmstadt (1872-1918)            | Alix van Hessen-Darmstadt (1872-1918)            |                                                  |                                                  | Marie van Hessen-Darmstadt (1874-1878)           | Marie van Hessen-Darmstadt (1874-1878)           | Marie van Hessen-Darmstadt (1874-1878)           | Marie van Hessen-Darmstadt (1874-1878)           | Marie van Hessen-Darmstadt (1874-1878)           | Marie van Hessen-Darmstadt (1874-1878)           |  |  |  |  |  |  |  |  |  |  |  |  |  |  |  |  |  |  |  |  |  |  |  |  |  |  |  |  |  |  |  |  |  |  |  |  |  |  |  |  |  |  |  |  |  |  |  |  |